# Acacia suaveolens
Acacia suaveolens là một loài thực vật có hoa trong họ Đậu. Loài này được (Sm.) Willd. miêu tả khoa học đầu tiên.